# Pehelyréce
A pehelyréce (Somateria mollissima) vagy dunnalúd a madarak osztályának lúdalakúak (Anseriformes) rendjébe és a récefélék (Anatidae) családjába tartozó faj.

## Előfordulása
Ázsia, Amerika és Európa északi részén fészkel, a Kárpát-medencében ritka kóborló. A tengerek partjainál él.

## Alfajai
- Somateria mollissima mollissima
- Somateria mollissima faeroeensis
- Somateria mollissima nigra
- Somateria mollissima borealis
- Somateria mollissima sedentaria
- Somateria mollissima dresseri

## Megjelenése
Testhossza 50–71 centiméter, szárnyfesztávolsága 80–108 centiméter, testtömege 1500–2800 gramm, a tojó valamivel kisebb és könnyebb, mint hím. A díszesebb hím túlnyomórészt fehér, szárnya hegye, farka, hasa és a feje tetejének oldalai feketék. A tojó rozsdabarna színű. Tollát régen nagyra becsülték. Hímjét gácsérnak hívják.
|  |  |

## Életmódja
A víz alá merül puhatestűekből, férgekből, rákokból és halakból álló táplálékáért. A repülésbe hamar belefárad, a szárazföldön esetlen, viszont kiválóan úszik és mélyre bukik.

## Szaporodása
Június-július hónapban párosodik, bokrokkal védett szigeteken építi fészkét. Többek közt saját pehelytollait használja a fészek béleléséhez. 3-7 tojásán 26-30 napig költ, a fiókák fészeklakók.
|  |  |  |